# Kiowa County, Oklahoma
Kiowa County är ett administrativt område i delstaten Oklahoma, USA, med 9 446 invånare. Den administrativa huvudorten (county seat) är Hobart. 

## Geografi
Enligt United States Census Bureau så har countyt en total area på 2 669 km². 2 628 km² av den arean är land och 42 km² är vatten.

### Angränsande countyn
- Washita County - nord
- Caddo County - öst
- Comanche County - sydost
- Tillman County - syd
- Jackson County - sydväst
- Greer County - väst